# Burning ship

Burning Ship Zoom

Burning Ship

Il frattale Burning Ship fu creato e descritto per la prima volta da Michael Michelitsch e Otto E. Rössler nel 1992. Il frattale è definito come l'insieme dei punti in {\displaystyle \mathbb {C} } tale che la seguente successione per ricorrenza:
{\displaystyle Z_{n+1}=(|\Re \left(Z_{n}\right)|+i|\Im \left(Z_{n}\right)|)^{2}+c,\quad Z_{0}=0}
è limitata. 
L'unica differenza fra questo frattale e l'Insieme di Mandelbrot è che alla componente reale e a quella immaginaria sono attribuiti i loro rispettivi valori assoluti prima di ogni iterazione. La mappa non è analitica perché la sua parte reale e immaginaria non obbediscono alle equazioni di Cauchy-Riemann.